# 孔憲臺

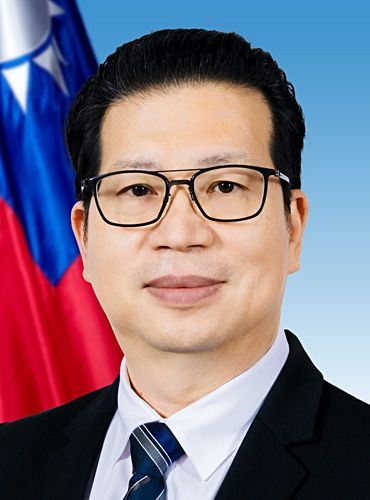
外交部刊登肖像照

孔憲臺，中華民國政府官員。

## 學歷
- 中國文化大學三民主義研究所碩士[註 2]（1990年，論文《我國獎勵僑外投資之研究—由國父實業計畫觀點立論》[4]）
- 公務人員特種考試—法務部調查局調查人員乙等考試（1993年）
- 國立臺灣師範大學政治學研究所博士（2013年，論文《阻卻違法學理的性惡本質分析—以合理之惡為例》[5]）

## 經歷
- 法務部廉政署肅貪組科長（2012年1月—2017年2月）
- 法務部廉政署肅貪組專門委員（2017年2月—2017年10月）
- 法務部廉政署北部地區調查組專門委員（2017年10月—2018年8月）
- 臺灣銀行股份有限公司政風處處長（2018年8月—2023年5月）
- 法務部廉政署政風業務組組長（2023年5月—2025年7月）
- 外交部政風處處長（2025年7月—）

| 中華民國政府職務 | 中華民國政府職務            | 中華民國政府職務 |
| ---------------- | --------------------------- | ---------------- |
| 前任： 余世銘    | 外交部政風處處長 2025年7月— | 繼任： '         |

## 外部連結
- 孔憲臺. . Hi-On 鯨魚網站. 2021年—2023年.